# 金曜娯楽館
『金曜娯楽館』（きんようごらくかん）は、1979年7月6日から1980年9月26日まで日本テレビ系列局で放送されていた日本テレビ製作の音楽バラエティ番組である。放送時間は毎週金曜 22:00 - 22:54 （日本標準時）。

## 概要
『金曜10時!うわさのチャンネル!!』に替わってスタートした大人向けの番組で、司会は前番組にも出演していた山城新伍が務めていた。当初はあべ静江とのコンビで出演していたが、後に芳村真理とのコンビに変更（あべ、芳村の降板後はつなぎとして当時日本テレビのアナウンサーだった楠田枝里子が山城のパートナーを担当）。番組のテーマ音楽は野口五郎が担当した。
番組は毎回1組のミュージシャンをゲストに招き、彼らが山城たちとトークをする模様を放送していた。他にも、ゲストのレコーディング風景やコンサートの舞台裏、過去のシングル発表曲とアルバム収録曲、友人や関係者による人物考証など、さまざまな角度から彼らの知られざる魅力を引き出そうとしていた。
1979年秋から活動休止していたサザンオールスターズが活動再開する際には彼らをゲストに招き、山口百恵が婚約・引退表明をした際には急遽彼女を招いての特別企画を組んだりと、音楽・芸能業界の動向に即した構成を取っていた。また、ムーンライダーズ、ジューシィ・フルーツ、チャクラのような世間的にはあまり広く知られていないミュージシャンの特集や、1960年代・1970年代のCMソングの特集を組んだりもしていた。
1980年3月まではサントリーの一社提供で放送されていたが、同年4月にパイオニアとの二社提供体制へ移行した。

## 出演者

### 司会
- 山城新伍
- あべ静江 - 1979年7月から同年11月まで出演。
- 楠田枝里子（当時日本テレビアナウンサー） - 1979年11月から1980年1月4日、1980年8月から9月まで出演。
- 芳村真理 - 1980年1月11日から1980年8月まで出演。

### レギュラー
- 近田春夫 - ニュー・ウェイヴ系のミュージシャンを紹介するコーナーを担当。
- ビジーフォー - 番組幕間の音楽コントコーナー「笑いのミュージック」を担当。
- デイヴ平尾
- ほか

| 日本テレビ系列 金曜22:00枠 【1980年3月までサントリー一社提供枠】 | 日本テレビ系列 金曜22:00枠 【1980年3月までサントリー一社提供枠】 | 日本テレビ系列 金曜22:00枠 【1980年3月までサントリー一社提供枠】 |
| 前番組                                                           | 番組名                                                           | 次番組                                                           |
| ---------------------------------------------------------------- | ---------------------------------------------------------------- | ---------------------------------------------------------------- |
| 金曜10時!うわさのチャンネル!! （1973年10月5日 - 1979年6月29日）  | 金曜娯楽館 （1979年7月6日 - 1980年9月26日）                      | TV・eye （1980年10月3日 - 1982年3月26日）                        |